# Lil Hardin Armstrong

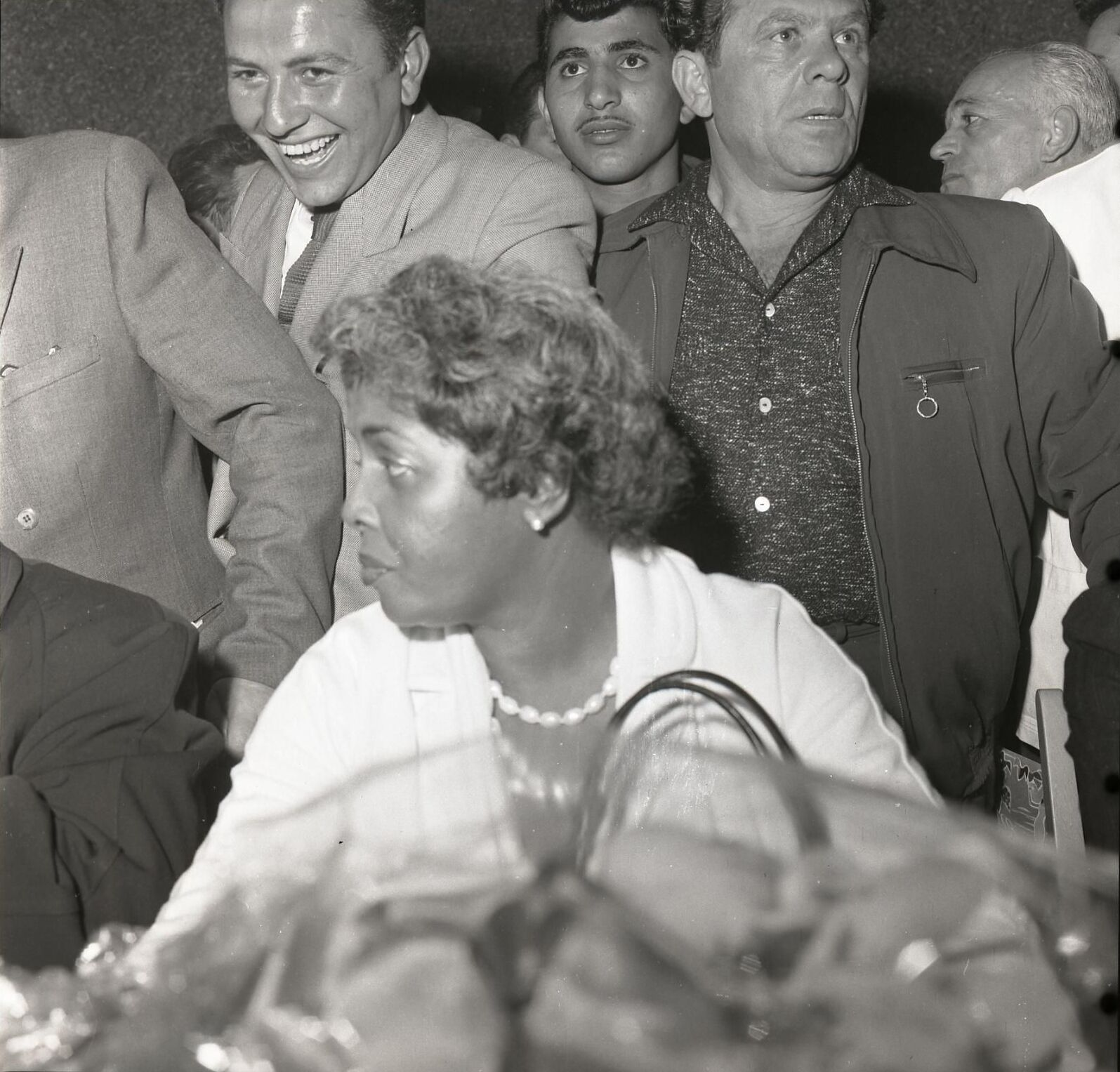
Lil Armstrong in Israel, 1959

Lillian „Lil“ Hardin Armstrong (* 3. Februar 1898 in Memphis, Tennessee; † 27. August 1971 in Chicago, Illinois) war eine US-amerikanische Jazz-Pianistin, -Sängerin und -Komponistin. Ihrem Biographen James L. Dickerson zufolge war sie als Komponistin und „Person hinter den Kulissen“ eine der wichtigsten Personen in der Entwicklung des frühen Jazz.

## Leben und Wirken
Als Kind spielte die Halbwaise Orgel in der Kirche. Lillian Hardin studierte Musik an der für Förderung der afroamerikanischen Musiktradition bekannten Fisk University in Nashville. Anschließend führte sie in einem Musikaliengeschäft Klaviere und Noten vor. Dort kam es auch einmal zum „Kräftemessen“ mit Jelly Roll Morton. In den späten 1910er-Jahren setzte sie ihren Willen trotz familiären Vetos durch und arbeitete als Jazzmusikerin: Sie spielte ab 1918 bei Lawrence Duhé, wo sie mit Freddie Keppard auftrat, der schon 1916 als Interpret des damals neuen New Orleans Jazz bekannt gewesen sein soll, und dann bei Joe King Oliver.
In Olivers Creole Jazz Band lernte sie Louis Armstrong kennen, den sie 1924 heiratete. 1925 spielte sie in Chicago zur Wiedereröffnung des  Dreamland Cafe mit ihren Dreamland Syncopators, zu denen dann im November 1925 ihr (aus New York zurückkehrender) Mann als Starsolist stieß. Hardin schrieb Songs für dessen Hot-Five-Ensemble und spielte 1925 bis 1927 Klavier bei dieser legendären Studio-Band, die auch unter dem Namen Lill’s Hot Shots Aufnahmen machte.
Einer von Hardins bekannteren Titeln ist Struttin’ with Some Barbecue (1928). Louis wurde damit bekannt, sie jedoch wurde kaum wahrgenommen. „Ich stand am Fuß der Leiter, hielt sie fest und sah ihn nach oben klettern“, resümierte sie später ihre Rolle. Die Ehe der Armstrongs war nicht lange glücklich und wurde 1938, nach sechs Jahren Trennung, geschieden. In den folgenden Jahren konnte sie trotz zahlreicher Aufnahmen und Rundfunkauftritte nicht immer an die frühen Erfolge anknüpfen. Ihre Band der frühen 30er-Jahre, die sie mit dem Taktstock leitete, wurde auf Plakaten als die der „Mrs. Louis Armstrong“, mit kleingedrucktem „Mrs.“ vermarktet, was zu Verwechslungen des Trompeters Jonah Jones mit Satchmo führte. Sie spielte auch wieder mit Freddie Keppard und mit Johnny Dodds. Teilweise war Lillian Hardin auch für andere Bands als Arrangeurin tätig oder ergänzte sie im Studio oder auf Tournee. Später trat sie oft in Chicago als Solopianistin und Sängerin auf. Doch arbeitete sie auch in anderen Berufen: Sie unterrichtete Französisch und entwarf Kleider.
Neben Struttin' with Some Barbecue schrieb Hardin Songs wie Don't Jive Me, Two Deuces, Knee Drops, Doin' the Suzie-Q, Just for a Thrill (mit dem Ray Charles 1959 einen Hit hatte), Clip Joint oder Bad Boy (1978 ein Hit für Ringo Starr). Sie war nicht nur eine der ersten bedeutenden Pianistinnen, Komponistinnen und Bandleaderinnen in der Frühzeit des Jazz; sie war zudem der Motor hinter der Karriere des jungen Louis Armstrong. Ihre Lebenserinnerungen nahm sie auf Platte unter dem Titel Satchmo and me auf. Sie verstarb wenige Wochen nach Louis Armstrong, als sie 1971 ein Gedenkkonzert für ihn in Chicago gab.